# مسجد الرحمن (القاهرة)
مسجد الرحمن بمنطقة المظلات بالقاهرة هو من أكبر مساجد القاهرة التي لا زالت تحت الإنشاء. بدأت عملية إنشاء المسجد عام 1980 ولم تنته حتى الآن بسبب تمويل بناؤه بالجهود الذاتية وتكلفة الإنشاء الباهظة لصرح هائل تصل مساحته إلى 4 آلاف متر ويتسع لـ15 ألف مصلٍّ، وبه أربع مآذن ارتفاع كل منها 110 أمتار ويضم مؤسسة خدمية شاملة تضم مستشفى ومعهداً دينياً. يتبع المسجد جمعية «الهداية الإسلامية» القائم عليها الشيخ حافظ سلامة، والتي قامت على إنشاء عدة مساجد كبرى أخرى مثل مسجد النور بالعباسية.